# ريان تشارلز
ريان تشارلز (بالإنجليزية: Ryan Charles)‏ (30 سبتمبر 1989 بمنطقة أنفيلد في المملكة المتحدة - ) هو لاعب كرة قدم بريطاني في مركز الهجوم. لعب مع روشدين ودايموندز وكامبريدج يونايتد ونادي لوتون تاون ونيوبورت كونتي ونادي كيترينغ تاون ونادي كيدرمينستر هاريرز لكرة القدم وهنكلي يونايتد ‏ وMerthyr Town F.C. ‏ ونادي باث سيتي وتشيشام يونايتد ‏ وهيميل هيمبستيد تاون وHitchin Town F.C. ‏.

## وصلات خارجية
- ريان تشارلز على موقع قاعدة بيانات كرة القدم.إي يو (الإنجليزية)
- ريان تشارلز على موقع Soccerbase.com (لاعب) (الإنجليزية)